# رادنی بکستر
رادنی بکستر (انگلیسی: Rodney Baxter؛ زاده ۸ فوریهٔ ۱۹۴۰) یک فیزیک‌دان اهل استرالیا است. او در سال ۱۹۸۰ برنده مدال بولتزمن شد.